# Kurdistans Arbejderparti
Kurdistans Arbejderparti (Kurdisk: Partiya Karkerên Kurdistanê, Tyrkisk: Kürdistan İşçi Partisi), normalt kendt under sit kurdiske akronym PKK, er en kurdisk militant og politisk organisation med base i de kurdiske regioner i Tyrkiet og Irak. Fra 1984 til 2025 var PKK involveret i en væbnet konflikt med den tyrkiske stat (våbenhvile i 1999–2004 og 2013–2015) med det oprindelige mål at opnå en uafhængig kurdisk stat. I de senere år ændrede PKK kravene til at gælde regionalt selvstyre, anerkendelse af kurdernes rettigheder og demokratisk konføderalisme. I 2025 meddelte organisationen, at den indstillede den væbnede kamp mod Tyrkiet og ville opløse sig selv.
Omkring 40.000 mennesker vurderes at have mistet livet som følge af de ca. 40 års kampe mellem PKK og det tyrkiske militær og politi, de fleste af dem civile kurdere. I samme periode har den tyrkiske stat fordrevet mere end tre millioner kurdere i det sydøstlige Tyrkiet.
PKK er på terrorlisten i Tyrkiet, Tyskland, Australien, Storbritannien, Syrien, EU og USA.

## Baggrund og formål
PKK blev grundlagt i november 1978 i landsbyen Fis (nær Lice) af en gruppe kurdiske studerende ledet af Abdullah Öcalan. Öcalan blev valgt til generalsekretær, og Hayri Durmuş, Kemal Pir, Cemil Bayik, Kesire Yildirim, Mazlum Doĝan, Mehmet Karasungur og Şahin Dönmez var en del af centralkomitéen.
19 % af Tyrkiets befolkning på over 82 millioner angives i 2022 at være etniske kurdere.
PKK's politik og ambitioner gik oprindelig ud på at løsrive disse kurdere fra Tyrkiet og danne en uafhængig kurdisk stat. Organisationen har også ambitioner om at blive den ledende organisation i alle områder med en kurdisk befolkning. Har til tider ligget i krig med andre kurdiske partier, i og udenfor Tyrkiet. De senere år har PKK omdefineret kravene til kun at gælde regionalt selvstyre og anerkendelse af kurdernes nationale rettigheder, men ideen om et selvstændig Kurdistan er ikke forsvundet.

## Organisationen
PKK har flere ledere i forskellige vesteuropæiske lande, Abdullah Öcalan var imidlertid den ubestridte leder af organisationen. Efter at de tyrkiske myndigheder i 1999 havde arresteret Öcalan, fik myndighederne ham til offentligt at tale for en våbenhvile. Selvom han har fået livsvarigt fængsel i Tyrkiet, så betragtes Öcalan stadigt som den honorære leder og figur-leder af organisationen.
Murat Karayılan har kontrollen med organisationen i praksis. Det er den syriske kurder "Doktor Bahoz," der har ansvaret for bevægelsens militære operationer.

## Historie
Med den armenske ASALA-bevægelse bombede PKK det tyrkiske konsulat i Strassburg i november 1980, og i et samarbejde med PLO i 1984 anvendte PKK syriske træningslejre.
PKK fik sine først kendte træningslejre 1982 i Bekaa-dalen, disse var oprettet med hjælp fra PLO.

### Vesteuropæiske attentater i 1980'erne
Enver Ata var et tidligere PKK-medlem der havde vendt sig mod organisationen.
Den 20. juni 1984 blev han skudt ned på Stora Torget i Uppsala af den tyrkiske kurder Zülküf Kilinc.
Kilinc flygtede, men kom ikke langt før politiet anholdt ham.
Kilinc hævdede at han udførte mordet alene og han tilhørte en gruppe på 6 til 7 personer.
Det svenske sikkerhedspoliti Säpo hævdede modsat, at mordet var udført efter ordre fra PKK's centralkomité.
Kilinc blev idømt livsvarigt fængsel og udvisning.
En anden kurder der blev skudt i Sverige i midten af 1980'erne var Cetin Güngor. Han havde tilhørt PKK's centralkomité, men afhoppet, fået politisk asyl i både Frankrig og senere Sverige samt fået ny identitet af Säpo.
Den 2. november 1985 blev han skudt under en fest i et medborgerhus i Stockholm af Nuri Candemir. Candemir forsøgte at flygte men blev hurtigt overmandet af andre festdeltagere.
Candemir som påstod at han tilhørte gruppen KUKNKB, men igen forsøgte det svenske politi at koble mordet til PKK.
Også Candemir blev idømt livsvarigt fængsel.
Kilinc og Candemir var blandt Sveriges stærkest bevogtede fanger. I 1991 gennemførte de en sultestrejke i protest mod deres forhold i fængslet i Norrköping.
Den politisk aktive Mustafa Tangüner havde opnået politisk asyl i Danmark.
Den 4. november 1985 blev han likvideret af to sydlandsk udseende personer mellem 25 og 30 år i sin lejlighed i Brøndby Strand.
Mordet var sandsynligvis udført af PKK. Tidligere på året den 10. september 1985 havde en af Tangüners venner, Eyyüp Kemal Adsiz forsvundet fra en sprogskole i Valby. Hans lig blev først fundet adskillige måneder senere. Der var ingen beviser om mord, men dog igen mistanke mod PKK.
I oktober 1990 blev PKK-medlemmet Andullah Oran arresteret i Padborg og mistænkt for mordet på Tangüner.
Da beviserne ikke var tilstrækkelige, blev Oran udleveret til Tyskland, hvor han blev sigtet i en anden mordsag.
Motivet til at myrde Tangüner skulle være at han var medlem af Kurdisk Demokratisk Forening, der stod i opposition til PKK.
Attentaterne fik det svenske politi til at rette mistanke mod PKK for at stå bag mordet på den svenske statsminister Olof Palme. I mange måneder 1986 anså politiets ledelse PKK-sporet som det vigtigste i mordets efterforskning og store dele af efterforskningens ressourcer blev rettet mod PKK. PKK-medlemmer blev blandt andet udsat for ulovlig aflytning.
Den 20. januar 1987 foretog det svenske politi en større aktion mod PKK-medlemmer og andre, den såkaldte "Operation Alfa". I alt 26 personer, hvoraf halvdelen var kurdere, blev taget ind til forhør.
Forhørene førte ikke umiddelbart noget med sig, og den 27. januar blev de sidste løsladt.
Den tyrkiske avis Milliyet hævdede i 2006 at omkring 1.500 PKK-dissidenter var likvideret af PKK.

### Senere historie
I 1990'erne var der PKK-lejre i Iran, hvorfra PKK angreb Tyrkiet, — et ømtåleligt emne for Irans præsident, Akbar Hashemi Rafsanjani.
Mens kurderne har fået en vis frihed i Tyrkiet og lever på næsten samme vilkår som tyrkerne, bekæmper regeringen stadig PKK.
Siden 2007 har det tyrkiske militær flere gang foretaget aktioner over grænsen i det nordlige Irak mod kurdiske guerillasoldater efter det tyrkiske parlamentets mandat.
Presset af EU er det kurdiske sprog blevet tilladt i landet. Den nationale tyrkiske TRT-kanal er begyndt at sende TRT6 TV kanal på kurdisk.
Kurdiske politikere fra partiet BDP blev repræsenteret i det tyrkiske parlament med 36 mandater efter valget i sommeren 2011, men 6 af partiets medlemmer sad i efteråret 2011 i fængsel og over 900 støtter af kurdisk Demokratisk Samfunds-Forbund var også fængslet.
Den 28. december 2011 blev 35 civile dræbt ved et tyrkisk bombeangreb ved landsbyen Roboski tæt ved grænsen til Irak. I februar 2012 bombede tyrkiske fly det nordlige Irak i provinserne Zap og Kahurk der ifølge den tyrkiske hær var hjemsted for PKK.
Måneden efter blev 15 kvinder dræbt i sammenstød med tyrkiske sikkerhedsstyrker. Ifølge tyrkiske regeringskilder var kvinderne PKK'ere. Efter en storstilet sultestrejke blandt politiske fanger, opfordrede Abdullah Öcalan den 21. marts 2013 til våbenhvile.

### 2014: Kampen mod IS og fornyede kampe i Tyrkiet
Siden midten af juli 2014 har PKK været engageret i kampen mod Islamisk Stat, og derved blevet en del af den syriske borgerkrig. Fra august kæmpede PKK også i Nordirak og begyndte at lægge pres på den tyrkiske regering for at tage deltage i kampen mod IS. PKK-tropper hjalp flere tusinde Yazidiflygtninge som havde søgt tilflugt på Sinjar-bjerget. I september 2014, under Slaget om Kobane, kæmpede PKK sammen med andre imod IS’ belejring af byen. Omtrent samtidig med slaget kom det ved grænsen fra Syrien til Tyrkiet til konflikt mellem PKK og Tyrkiet, hvilket ophævede en over et år gammel fredsaftale.
I Tyrkiet har der været større gadeprotester med krav om, at regeringen skulle tage mere ansvar for at bekæmpe IS og at lempe på betingelser om at tyrkiske kurdere ikke må kæmpe mod IS i Syrien. PKK opfordrede til at møde op til disse gadeprotester, der kostede mere end 30 mennesker livet i sammenstød mellem kurdere og politi. Den tyrkiske regering er fortsat med at bekæmpe PKK, og gøre hvad de kan for at PKK ikke benytter den tyrkiske grænse til at smugle materiel og personer ind i Syrien. Mere end 260 kurdere er blevet anholdt fordi de ulovligt har forsøgt at krydse den tyrkisk-syriske grænse.
Den 14. oktober 2014 bombede Tyrkiet med jagerfly en PKK-position i nærheden af Daglica i Hakkari-provinsen. Det tyrkiske militær påstod, at bombningerne var en reaktion på et angreb på det tyrkiske militær i nærheden. Firat nyhedsbureauet, som Al Jazeera beskriver som "tæt på PKK", hævdede, at de tyrkiske styrker havde beskudt PKK's positioner nogle dage i forvejen, og at PKK’s handling selv havde været gengældelse for artilleriangrebene.

## Nedlæggelse
12. maj 2025 meddelte PKK, at gruppen ville indstille den væbnede kamp imod Tyrkiet, lægge sine våben og opløse sig selv. Det skete, efter at Öcalan i februar 2025 havde udsendt en opfordring om, at PKK skulle nedlægge sig selv. I maj holdt PKK kongres i det nordlige Irak, og der blev nedlæggelsen besluttet. Den væbnede kamp, der havde fundet sted siden 1984, havde på tidspunktet for PKK's beslutning om opløsning kostet mere end 40.000 mennesker livet. Det formodedes, at beslutningen skete efter hemmelige forhandlinger mellem PKK og de tyrkiske myndigheder. Dagbladet Information skrev, at beslutningen skete på baggrund af, at den kurdiske selvstændighedskamp var blevet svækket på flere måder. PKK kunne ikke længere regne med støtte fra nabolandet Syrien, hvis tidligere regime havde støttet bevægelsen, og det tyrkiske militærs succesfulde brug af droner havde nu nærmest umuliggjort væbnede sammenstød indenfor Tyrkiets grænser. Samtidig havde det lovlige prokurdiske parti DEM haft en betydelig tilbagegang ved parlamentsvalget i 2023, hvilket kunne tolkes som svigtende folkelig opbakning hos det kurdiske mindretal til den hidtidige kurdiske linje i arbejdet for øget autonomi. Ved erklæringen fra kongressen udtalte PKK, at der nu var åbnet et politisk rum for fortsat kurdisk politisk aktivitet.

## Fodnoter
1. ↑  Kurmanji kurdisk: Partiya Karkerên Kurdistan eller Kurdistanê; sorani kurdisk: پارتی کار که‌رانی کوردستان, translit. Partî Karkeranî Kurdistan; tyrkisk: Kürdistan İşçi Partisi
2. ↑  Kendt mellem 2002–2003 som Kurdistans Friheds- og Demokratikongress (kurdisk: Kongreya Azadî û Demokrasiya Kurdistanê, KADEK) og mellem 2003–2005 som Kurdistans Folkekongres (kurdisk: Kongreya Gelê Kurdistanê, Kongra-Gel eller KGK)